# Sten Samuelson

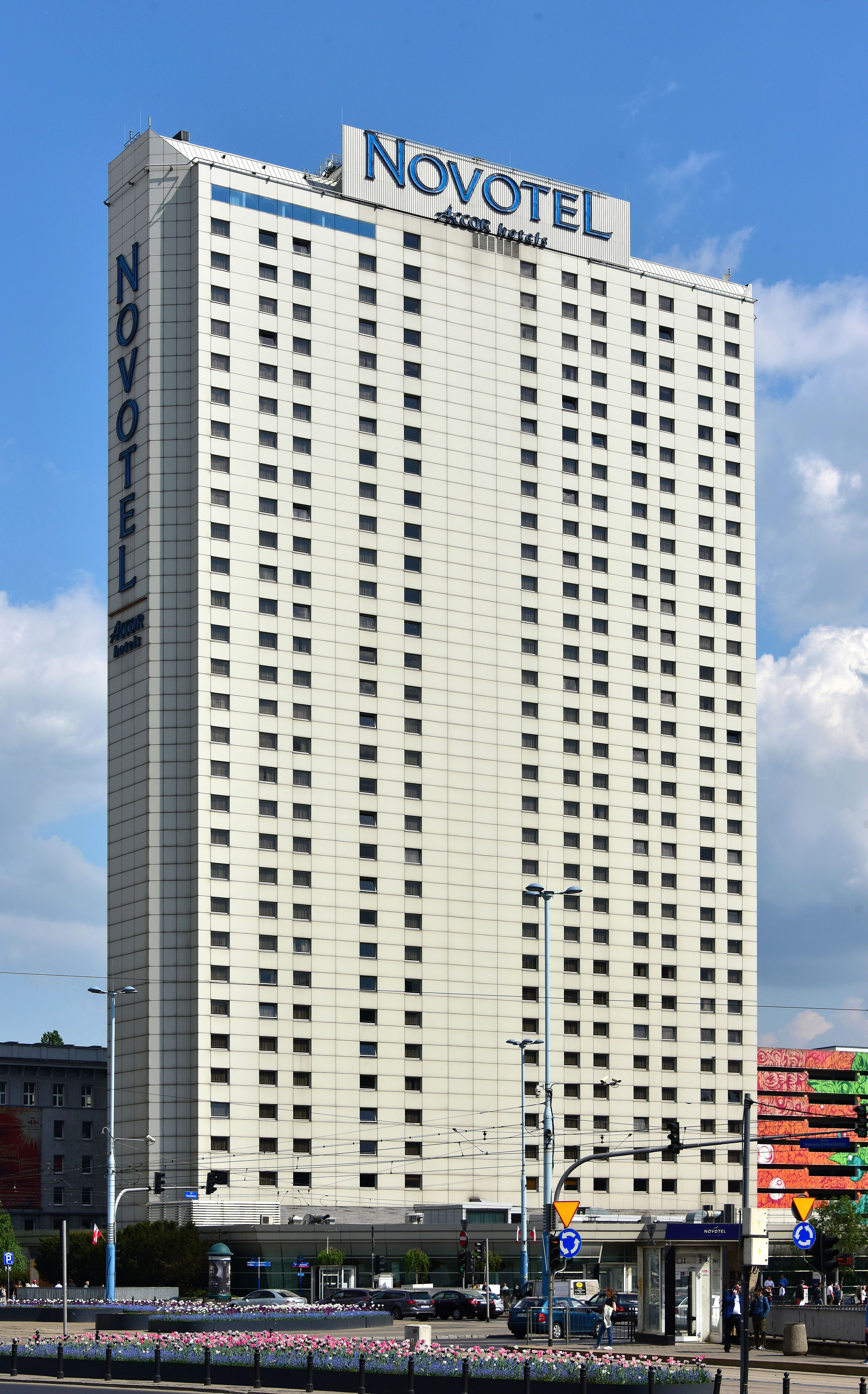
Novotel Warszawa Centrum

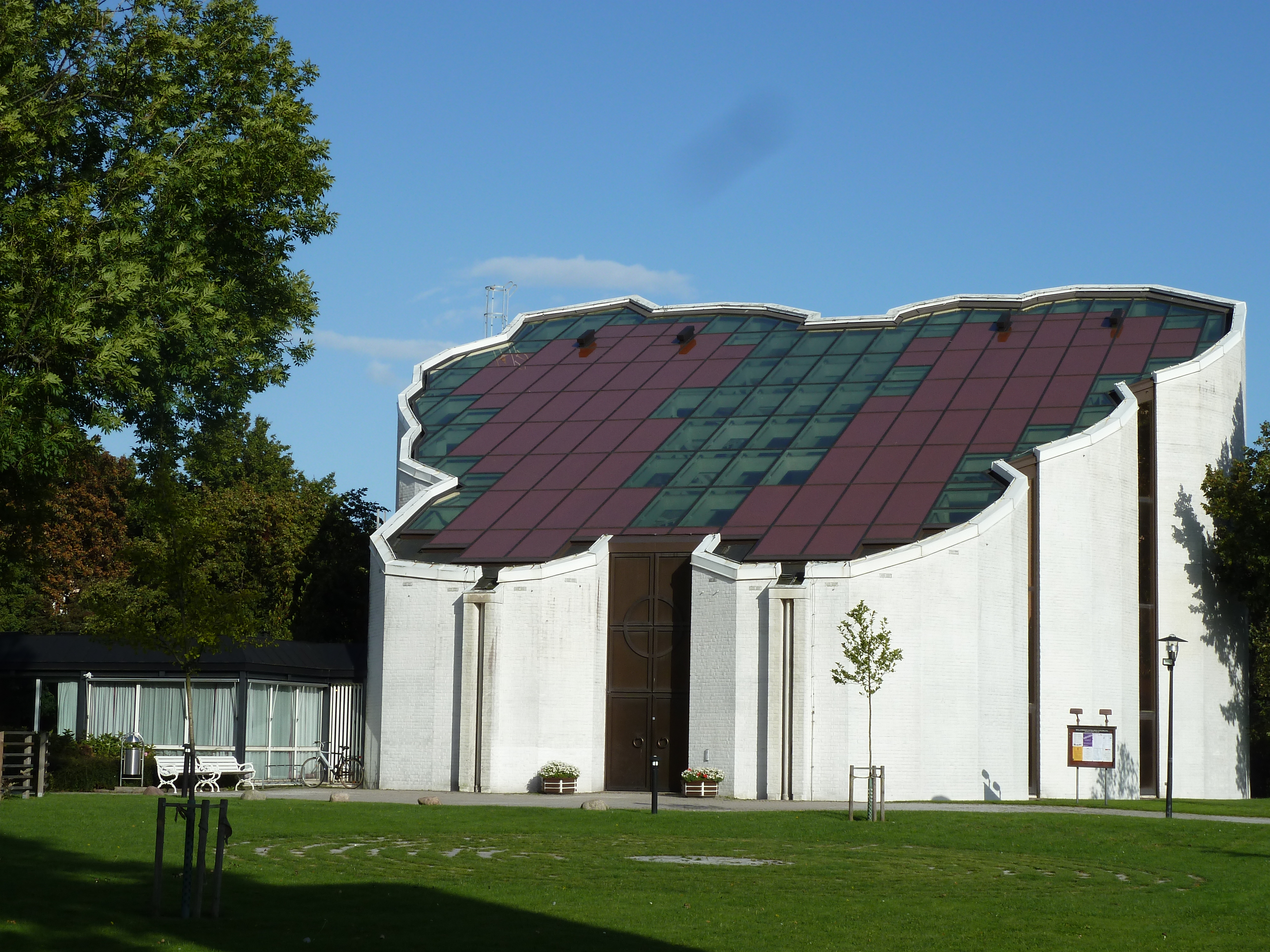
Kościół św. Mateusza w Malmö

Sten Samuelson (ur. 30 kwietnia 1926 w Ängelholm, zm. 4 lipca 2002 w Montreux) – szwedzki architekt tworzący w stylu modernizmu, w latach 1964-1983 profesor w Szkole Technicznej w Lund. 

## Życiorys
Ukończył Królewski Instytut Techniczny, stworzył z Fritzem Jaenecke firmę architektoniczną „Jaenecke & Samuelson”, która funkcjonowała od lat 50. XX wieku do ok. 1970. Obaj architekci tworzyli w tym czasie również projekty indywidualne, w 1957 uczestniczyli w Interbau w Berlinie, stworzył projekt wybudowanych tam budynków Schwedenhaus i Hansaviertel. Zajmował się również tworzeniem charakterystycznych wysokich budynków hotelowych m.in. wybudowanego w latach 1972-1974 przez Skånska Cementgjuteriet Hotelu Novotel w Warszawie. 
Cechą charakterystyczną projektów Stena Samuelsona było stosowanie betonowych elewacji, które po raz pierwszy zastosował zaprojektowanym z Fritzem Jaenecke stadionem Ullevi w Göteborgu, który powstał na potrzeby Mistrzostw Świata w Piłce Nożnej  w 1958. Kolejnymi projektami zaprojektowanymi w tym stylu było centrum wystawiennicze w Landskronie, biblioteka miejska w Norrköping oraz szpital w Helsingborgu. Odstępstwem od tej reguły był zaprojektowany w stylu brutalizmu kościół Ducha Świętego w Lund. Powstał w 1968 z użyciem tradycyjnej czerwonej cegły. Tworząc siedzibę koncernu Eurocs w Malmö Sten Samuelson wykorzystał płyty wapienne z materiału wydobywanego w kamieniołomie Limhamns, gmach posiada cechy wczesnego szwedzkiego postmodernizmu. W późniejszych projektach udział elementów betonowych był stonowany, czego przykładem są ratusz w Malmö i wybudowana tam w 1985 hala koncertowa. W projekcie kościoła św. Mateusza, który powstał w 1983, zerwał z tradycyjnym wizerunkiem obiektów sakralnych i nawiązał do otaczającego go parku. Dach został oparty na sześciu filarach, które nawiązują do pni drzew, ich koron i gałęzi. Zastosowanie dużej ilości elementów szklanych pozwoliło uzyskać oryginalną grę światła.

## Projekty
- Helsingkronagården (Helsingkrona nations studentbostadshus) (1955–1958, współautor Fritz Jaenecke)
- Bülow Hübes Väg, Malmö (1956, współautor Fritz Jaenecke)
- Nya Ullevi (1958, współautor Fritz Jaenecke)
- Malmö Stadion (1958, współautor Fritz Jaenecke)
- Nya Brunnshotellet, Ronneby (1961, współautor Fritz Jaenecke)
- Landskrona konsthall (1963, współautor Fritz Jaenecke)
- Hamilton House, Helsingborg (1967, med Jaenecke)
- Helgeandskyrkan, Lund (1968, współautor Fritz Jaenecke)
- Frigoscandias huvudkontor, Helsingborg (1970)
- Sweden Centre, Tokio (1971)
- Ängelholm stadshus (1974)
- Novotel Warszawa Centrum (1974)
- Langetthusen, Helsingborg (1974)
- Helsingborgs lasarett (1975)
- Lidingö stadshus (1975)
- Landskrona stadshus (1976, współautor Inge Stoltz)
- Sankt Matteus kyrka, Malmö (1981)
- Malmö stadshus
- Malmö konserthus
- Norrköpings stadsbibliotek (1968-1972)
- Anticimex kontorsbyggnad Sztokholm (1986)
- Österlens folkhögskola, Tomelilla (1974)